# 小行星3357
小行星3357（英語：3357 Tolstikov）是一颗围绕太阳公转的小行星。1984年3月21日，安東寧·姆爾科斯在克列特发现了此天体。
这颗小行星的绝对星等为60.38992等。